# إسحاق بارو
إسحاق بارو (أكتوبر 1630 - 4 مايو 1677) هو رياضياتي وعالم لاهوت إنجليزي اشتهر بدوره في تطوير علم التفاضل والتكامل وخاصة لوضعه إثبات عام للمبرهنة الأساسية للتفاضل والتكامل. تركز عمله على خواص الدوال المثلثية; وهو أول من حسب ظلال لمنحنى كابا. وكان إسحاق نيوتن أحد طلابه، وهو أول أستاذ لوكاسي للرياضيات، وقد تم تكريم اسمه بإطلاقه على إحدى الحفر على سطح القمر.

## وصلات خارجية
- إسحاق بارو على موقع الموسوعة البريطانية (الإنجليزية)
- O'Connor، John J.؛ Robertson، Edmund F.، "إسحاق بارو"، تاريخ ماكتوتور لأرشيف الرياضيات
- مؤلفات Isaac Barrow في مشروع غوتنبرغ (only "sermons on evil-speaking")
- The Master of Trinity at Trinity College, Cambridge
- Geometrical Lectures في كتب جوجل
- Correspondence of Scientific Men of the Seventeenth Century في كتب جوجل